# Slaník stříbrný

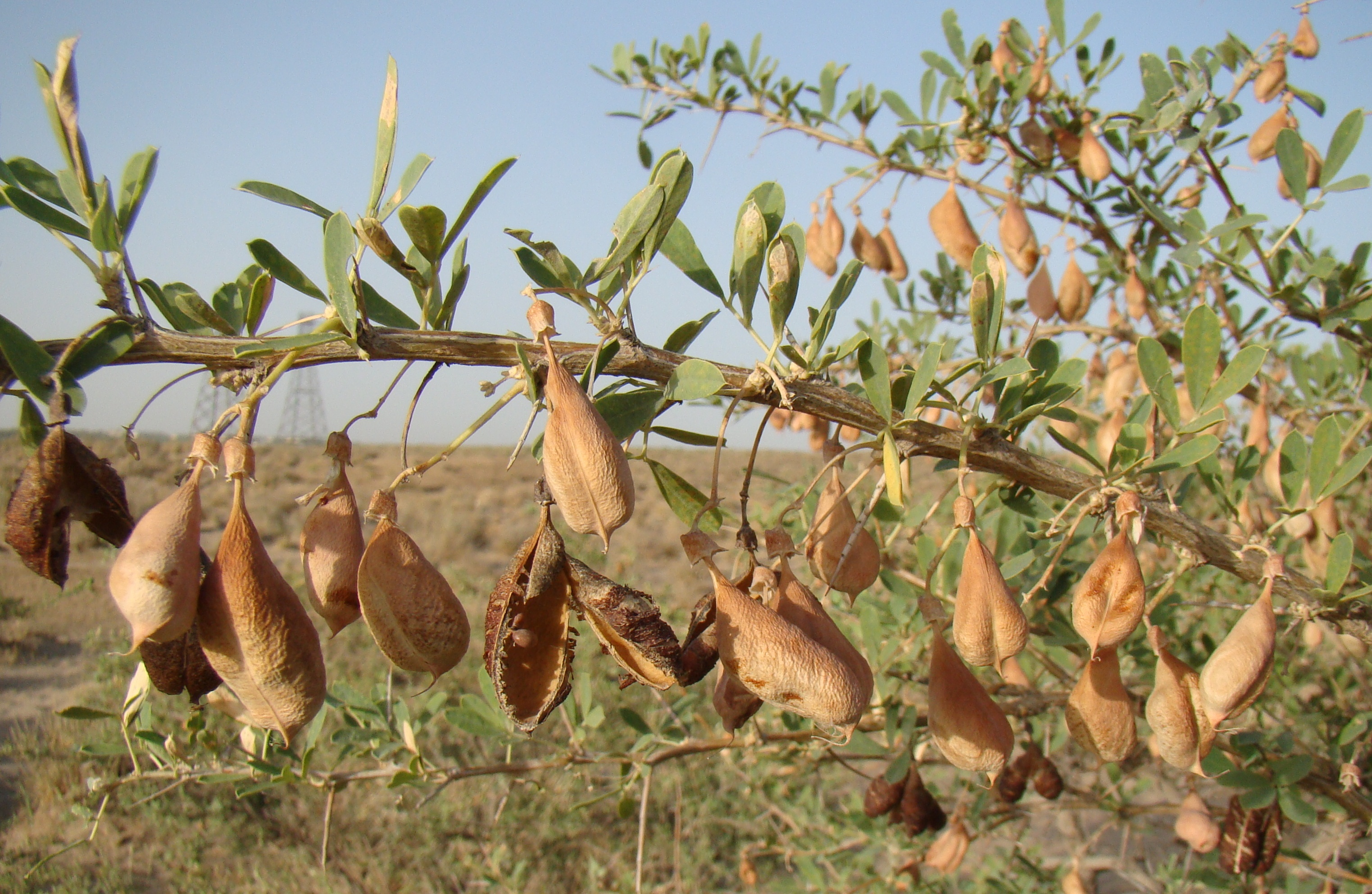
Větévka s plody

Slaník stříbrný (Halimodendron halodendron), česky též soličník stříbrný, je jediný druh rodu slaník. Je to opadavý ostnitý keř se zpeřenými listy a purpurovými květy, rostoucí na zasolených půdách v Asii od Ruska a Mongolska po severní Čínu. Občas je pěstován i v České republice jako okrasná dřevina.

## Popis
Slaník je opadavý, ostnitý, bohatě větvený keř dorůstající výšky až 2 metry. Kůra je tmavě šedohnědá, pupeny bělavě plstnaté. Listy jsou sudozpeřené, s 1 až 2 páry lístků. Řapík je krátký a vytrvalý stejně jako střední osa listu, po opadu lístků se obojí přeměňuje v ostny. Lístky jsou obkopinaté, 1,2 až 3 cm dlouhé a 0,6 až 1 cm široké, na bázi klínovité, na vrcholu zaoblené až vykrojené. Lístky jsou zpočátku hustě stříbřitě chlupaté, později olysávají.
Květy jsou spořádány po 2 až 5 v hroznech vyrůstajících na starších krátkých větévkách. Kalich je zvonkovitý, 5 až 6 mm dlouhý, s 5 velmi krátkými zuby. Koruna je bledě purpurová až purpurově červená. Pavéza je téměř okrouhlá, na okrajích mírně stočená, asi stejně dlouhá jako křídla a o něco delší než člunek. Tyčinek je 10 a jsou dvoubratré (9+1). Semeník je stopkatý, zploštělý, se zahnutou čnělkou zakončenou drobnou bliznou. Lusky jsou nafouklé, 1,5 až 2,5 cm dlouhé a 0,5 až 1,2 cm široké, žlutohnědé. Kvete v červnu a červenci.

## Rozšíření
Slaník je rozšířen v Asii od jihozápadního Ruska po Mongolsko a severní Čínu (provincie Kan-su, Vnitřní Mongolsko a Sin-ťiang). Je to slanomilný druh, vyhledávající zasolené půdy na písčinách, podél řek a v lesích.

## Taxonomie
Slaník stříbrný byl popsán ze Sibiře již v roce 1773 jako Robinia halodendron. Jméno Halimodendron halodendron bylo poprvé publikováno Andreasem Vossem v roce 1894, je však považováno za neplatně publikované. Druh byl platně popsán až v roce 1917, kdy jej uveřejnil George Claridge Druce. Některé zdroje však jako autora platného jména uvádějí Vosse.

## Pěstování
Tomuto keři se daří v lehkých, propustných půdách a neprospívá mu řez. Je silně zimovzdorný, až do -40 °C. Množí se semeny, která je třeba před výsevem spařit a nechat nabobtnat. Lze jej také roubovat na podnož čimišníku stromovitého (Caragana arborescens). Semena si uchovávají klíčivost asi 4 roky.

## Význam
Slaník je v ČR celkem zřídka pěstován jako sbírková dřevina v botanických zahradách a arboretech. Je vysazen např. na Alpínu v Průhonickém parku, v Dendrologické zahradě v Průhonicích a v botanické zahradě PřF UP v Olomouci. Existují i nečetné okrasné kultivary, např. 'Purpureum' se sytěji zbarvenými květy.
V některých státech USA (zejména v Kalifornii) je slaník považován za invazivní rostlinu.